# Klonowa
Klonowa  (deutsch Klonowa, 1943–1945 Klarengrund) ist ein Dorf und Sitz der gleichnamigen Gemeinde im Powiat Sieradzki der Woiwodschaft Łódź, Polen.

## Gemeinde
Zur Landgemeinde Klonowa gehören 11 Ortsteile mit einem Schulzenamt:
| Grzyb Klonowa Kuźnica Błońska Kuźnica Zagrzebska | Leliwa I Leliwa II Lesiaki Lipicze | Owieczki Pawelce Świątki |